# Zizhongosaurus
Zizhongosaurus (som betyder "Zizhong ödla") är ett släkte av växtätande sauropodadinosaurier som levde under perioden yngre jura i området som idag är Kina. Det var en stor dinosaurie som hade en mycket lång hals.
Typarten Zizhongosaurus Chuanchengensis namngavs 1983 av Dong Zhiming, Zhou Shiwu och Zhang Yihong. Det generiska namnet härrör från Zizhong distriktet i Sichuan-provinsen. Det specifika namnet avser staden Chuancheng. 